# ロイテ郡

ロイテ郡
Bezirk Reutte

ロイテ郡（ロイテぐん、巴・標準独: Bezirk Reutte, 阿: Bezirk Rä(ae)te）は、オーストリアのチロル州北西部にある郡（Bezirk; 行政管区とも訳される）。郡庁所在地はロイテ。

## 概要
南でイムスト郡およびランデック郡と、西でフォアアールベルク州のブルーデンツ郡およびブレゲンツ郡と接しており、北と東はドイツ・バイエルン州南部のバイエルン・シュヴァーベン地方およびオーバーバイエルン地方と国境に接している。
住民構成は、カイザースを中心とした北部・西部ではアレマン系シュヴァーベン人が多く、アレマン語に属するシュヴァーベン語を使用している。ただし、郡庁所在地のロイテを中心とした東部・南部ではバイエルン人が多くバイエルン語を使用している。
ドイツの国境にそびえるツークシュピッツェ山や、郡内にあるレッヒタール（Lechtal）やタンハイマー渓谷（Tannheimer Tal; タンハイマー・タール）、プラン湖（Plansee）などの自然をいかして観光業が盛んである。工業が行なわれているのはロイテやエルビゲナルプ・ヘーフェン・フィルスなどで、金属工業や建設業が多い。雇用は比較的郡内で完結しているが、外部からの通勤者もいる。

## 各市町村
ロイテ郡には以下の37の市町村（Gemeinde; ゲマインデ）がある。そのうちフィルスが市（Stadt）に、一自治体が町（Marktgemeinde; 市場町）に指定されている。
- バッハ Bach
- ベアヴァング Berwang
- ビーバーヴィーア Biberwier
- ビッヒルバッハ Bichlbach
- ブライテンヴァング Breitenwang
- エーエンビッヒル Ehenbichl
- エーアヴァルト Ehrwald
- エルビゲンアルプ Elbigenalp
- エルメン Elmen
- フォルハッハ Forchach
- グレーン Grän
- グラムアイス Gramais
- ヘーゼルゲーア Häselgehr
- ハイターヴァング Heiterwang
- ヒンターホルンバッハ Hinterhornbach
- ヘーフェン Höfen
- ホルツガウ Holzgau
- ユングホルツ Jungholz
- カイザース Kaisers
- レッヒャシャウ Lechaschau
- レアモース Lermoos
- ムーザウ Musau
- ナームロース Namlos
- ネッセルヴェングレ Nesselwängle
- プファッフラー Pfafflar
- プフラッハ Pflach
- ピンスヴァング Pinswang
- ロイテ Reutte （町）
- シャットヴァルト Schattwald
- シュタンツァッハ Stanzach
- シュテーク Steeg
- タンハイム Tannheim
- フィルス Vils （市）
- フォルダーホルンバッハ Vorderhornbach
- ヴェングレ Wängle
- ヴァイセンバッハ・アム・レッヒ Weißenbach am Lech
- ツェーブレン Zöblen